# ارتباط حر (ماركسية ولاسلطوية)
الارتباط الحر هو مفهوم يرتبط بعدد من الفلسفات السياسية مثل الماركسية واللاسلطوية، ويعبر عن فكرة التنظيم الاجتماعي والسياسي حيث تكون العلاقات بين الأفراد أو الجماعات غير محددة بالقوة القسرية أو الهيمنة، بل تقوم على الحرية الفردية والتعاون الطوعي.

## التعريف
الارتباط الحر في الماركسية واللاسلطوية يشير إلى التحرر من السلطة القسرية، ولكن مع اختلاف جوهري في كيفية تحقيق هذا التحرر. في الماركسية، يتطلب ذلك مرحلة من التحول الاشتراكي، بينما في اللاسلطوية، يتم السعي لتحقيق الحرية من خلال إلغاء السلطة المركزية وبناء علاقات طوعية بين الأفراد والمجتمعات.

## الارتباط الحر في الماركسية
في الماركسية، يمكن النظر إلى الارتباط الحر من خلال نظرية الاشتراكية أو الشيوعية المستقبلية. ماركس كان يرى أن المجتمع الرأسمالي يُفرِض علاقات استغلالية من خلال العمل المأجور، حيث يتم استغلال العمال من قبل الطبقات الحاكمة. في هذا السياق، الارتباط الحر يتصور أن المجتمع في المستقبل سيكون قائمًا على علاقات غير استغلالية وطوعية، حيث يُنتزع من الإنسان الطابع القسري للعمل.
- الحرية: في هذه الرؤية، تكون الحرية الفردية ممكنة فقط عندما يتحقق العدالة الاجتماعية، وعندما يتم تدمير الهياكل الاقتصادية التي تفرض التفاوت الطبقي.
- الارتباط الطوعي: يعني أن الأفراد سيتعاونون بشكل طوعي لتحقيق مصالحهم المشتركة، بدلاً من أن تكون العلاقات مفروضة من قبل الدولة أو السلطة الاقتصادية.

ماركس يعتقد أن الارتباط الحر في المجتمع الشيوعي سيتيح للأفراد القدرة على ممارسة كامل إمكانياتهم وتحقيق الذات بعيدًا عن استغلال الطبقات أو الهيمنة السياسية.

## الارتباط الحر في اللاسلطوية

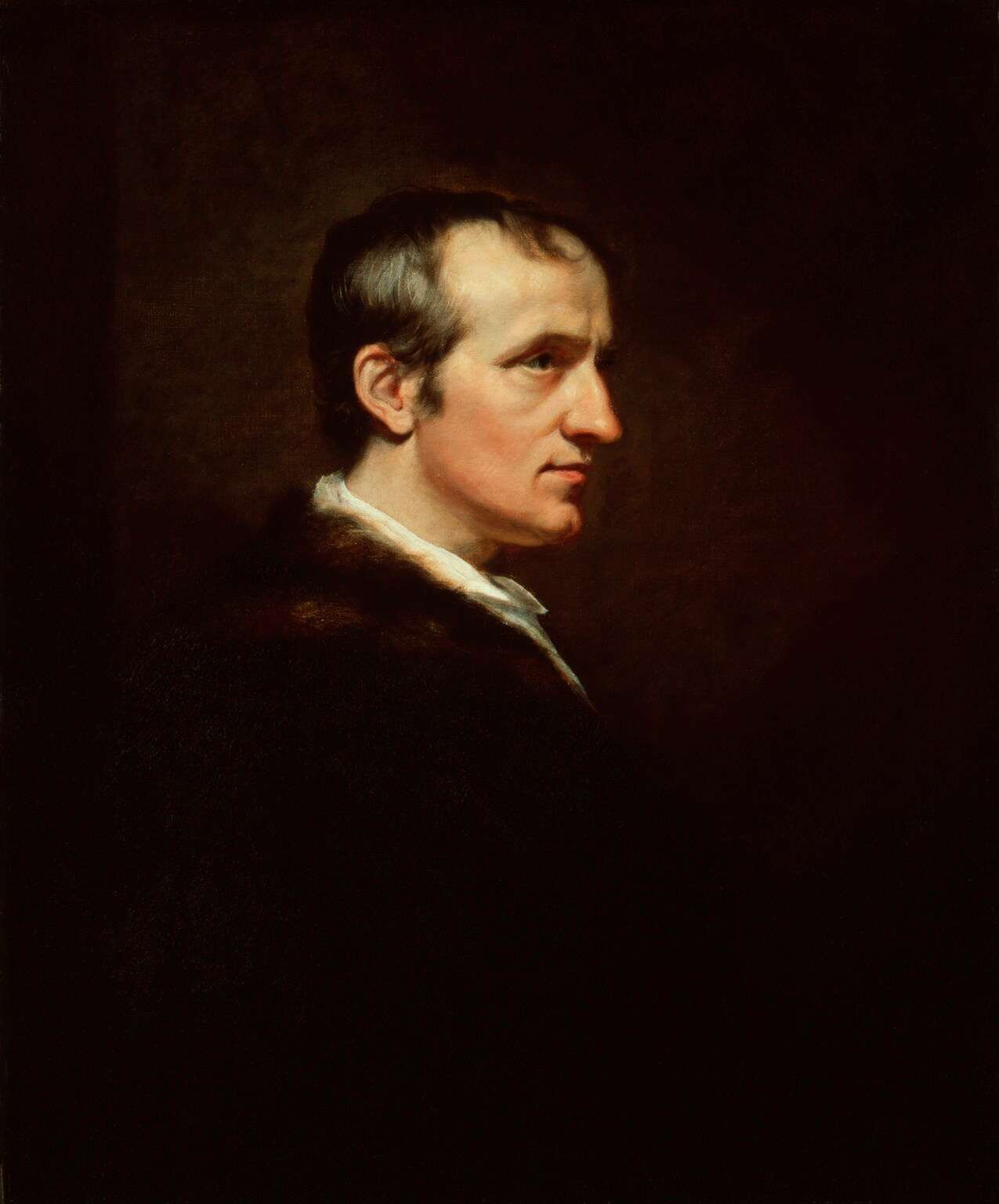
ويليام غودوين، «أول من صاغ المفاهيم السياسية والاقتصادية للاسلطوية على الرغم من أنه لم يطلق هذا الاسم على الأفكار المتقدمة في عمله».

في الفكر اللاسلطوي، يعتبر الارتباط الحر حجر الزاوية في بناء المجتمع اللاهرمي الذي لا يعتمد على أي شكل من أشكال السلطة أو الهيمنة، سواء كانت دينية أو سياسية أو اقتصادية. اللاسلطويون يعارضون الدولة والجماعات التي تمارس السلطة القهرية، ويدعون إلى إقامة مجتمع يتسم بالحرية الكاملة والتعاون الطوعي بين الأفراد.
- الحرية الفردية: في الفلسفة اللاسلطوية، الحرية الفردية هي أولوية، ويُفترض أن يتمكن الأفراد من اتخاذ قراراتهم بأنفسهم دون تدخل من هيئات سلطوية مثل الحكومة أو المؤسسات الكبيرة.
- التعاون الطوعي: يُعتقد أن المجتمعات اللاسلطوية ستبنى على علاقات تعاون طوعية بين الأفراد والجماعات دون الحاجة إلى السلطة المركزية أو القيود المفروضة من الدولة.

## الارتباط الحر بين الماركسية واللاسلطوية
- على الرغم من وجود اختلافات كبيرة بين الماركسية واللاسلطوية، إلا أن كلا الفكرتين تشتركان في فكرة أن المجتمع يجب أن يقوم على العدالة الاجتماعية والحرية الفردية.
- في الماركسية، يتم تحقيق الارتباط الحر بعد إلغاء الطبقات الاجتماعية من خلال تحول اقتصادي ودولة اشتراكية يمكن أن تقوم بدور في تنظيم هذا التحول.
- في اللاسلطوية، لا يُعتبر أن وجود الدولة الاشتراكية هو الطريق لتحقيق الارتباط الحر. بدلاً من ذلك، تدعو اللاسلطوية إلى إلغاء الدولة تمامًا وبناء المجتمع على أساس الحرية الشخصية والتعاون الطوعي بعيدًا عن أي نوع من السلطة أو الهيمنة.[3]